# 山形県道16号山形停車場線

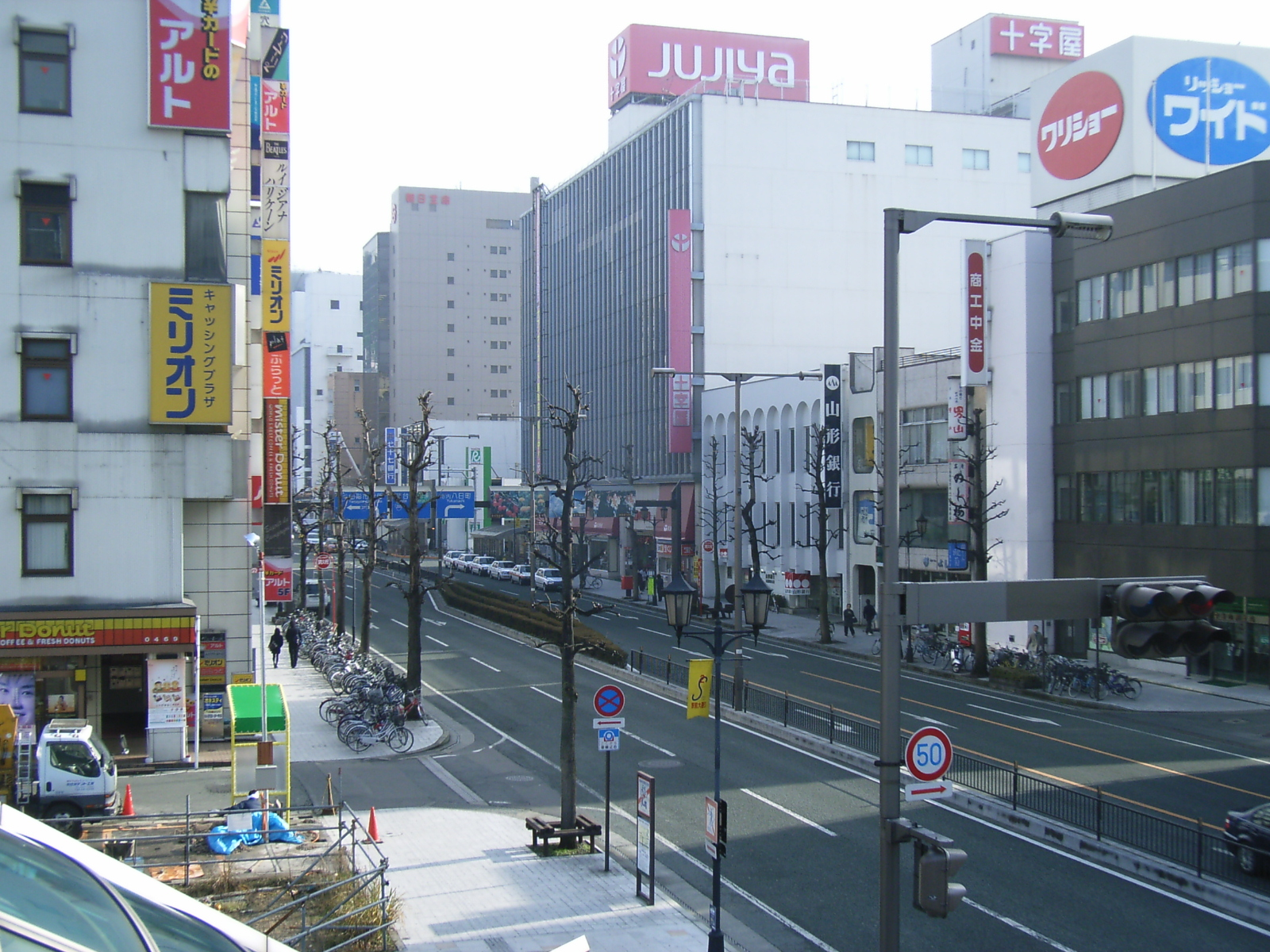
山形駅方から（2005年）

山形県道16号山形停車場線（やまがたけんどう16ごう やまがたていしゃじょうせん）は、山形県山形市を通る県道（主要地方道）である。

## 概要
山形県道16号山形停車場線は、山形県山形市の主要駅である山形駅に接続する。沿線は山形駅前大通りと呼ばれ、駅前商店街として大小の商店、ビルが立ち並び、長年の車線拡幅工事により全線が4車線（片側2車線）化した。国道13号がバイパスを本線とする高架道路のため、国道13号との交点は立体交差で、一般に「あこやインター」と呼ばれる。

### 路線データ
- 陸上距離：2.4km[1]
- 起点：山形停車場（山形駅）
- 終点：山形市あこや町（＝国道13号交点、あこやインター）

## 歴史
- 1993年（平成5年）5月11日 - 建設省から、県道山形停車場線が山形停車場線として主要地方道に指定される[2]。

## 路線状況

### 名称・愛称
- 駅前大通り

### 重複区間
- 山形県道267号十日町山形線

## 地理

### 通過する自治体
- 山形市

### 交差する道路
- 山形県道271号下原山形停車場線〈スズラン通り〉
- 国道112号〈七日町大通り、産業通り〉（十日町交差点）
- 国道13号 山形バイパス・山形県道267号十日町山形線（あこやインター）

### 沿道の施設など
- 山形駅
- 山交ビル（山交ビルバスターミナル）
- 山形県立山形南高等学校